# 氯化六氨合铂(IV)
氯化六氨合铂(IV)是一种配位化合物，化学式为[Pt(NH3)6]Cl4，它是可溶于水的白色固体。
它和典型的Pt(IV)配合物一样，其阳离子[Pt(NH3)6]4+具有抗磁性和动力学惰性，不受强酸影响。它可通过氨处理甲胺配合物[Pt(NH2CH3)4Cl2]Cl2来制备，或氯铂酸钾和液氨反应得到。它在二甲基亚砜（DMSO）的水溶液中和二氰合金(I)酸钾反应，可以结晶出无色的[(NH2)2Pt2(NH3)10][Au(CN)2]6·5.5DMSO·0.5H2O。
它具有少见的四价的氨配阳离子，其共轭碱[Pt(NH3)5NH2]3+和[Pt(NH3)4(NH2)2]2+已被报道。